# Magnum Air (Skyjet)
La Magnum Air (Skyjet) (IATA: 5M, ICAO: ) è una compagnia aerea regionale e charter filippina costituita nel 2012 e con sede legale a Pasay, Metro Manila. Opera voli passeggeri nazionali con il marchio commerciale Skyjet Airlines. 
L'aeroporto principale della compagnia è l'Aeroporto Internazionale di Manila-Ninoy Aquino.
La compagnia propone voli da Manila a Basco e Coron sull'isola di Palawan, una delle mete turistiche filippine più esclusive. Offre inoltre voli charter per aziende e uomini d'affari verso molte altre destinazioni in tutto il Paese.'
I voli della Skyjet Airways sono stati ripristinati nel febbraio 2014 dopo essere stati sospesi il 21 ottobre 2013 quando l'unico aereo della compagnia, un British Aerospace BAe 146 serie 200 con marche RP-C5525 e con 28 anni di servizio, è risultato seriamente danneggiato ed è dovuto essere sostituito con un nuovo BAe 146 serie 100.
Nell'incidente in cui Skyjet Airways operava un volo charter con 68 passeggeri a bordo fra i quali alcuni top manager della Rizal Commercial Banking Corporation e destinazione il "Balesin Island Club" sull'isola di Lamon Bay nella Provincia di Quezon, il BAe 146 scivolava sulla pista sporca del campo di volo del resort e finiva con il muso in mare. Nessuna vittima fra i presenti a bordo.